# 凤城街道 (丰县)
凤城街道是中华人民共和国江苏省徐州市丰县下辖的一个街道办事处。
2014年10月16日，江苏省人民政府批复同意撤销凤城镇，以原凤城镇的龙雾桥、丁兰集、海子崖、辰明、七里铺、张五楼、洪井、秦河、栖凤、枌榆、新城、凤城12个居委会，华山镇的谢集、史店、刘楼3个村委会和师寨镇的徐堤口、史黑楼、李大庄、黄堤口、大堤口、刘李三、张寨、果园8个村委会区域，设立凤城街道办事处，街道办事处驻解放东路589号。

## 行政区划
凤城街道下辖以下村级行政区划单位：
龙雾桥社区、丁兰集社区、海子涯社区、辰明社区、七里铺社区、洪井社区、秦河社区、栖凤社区、枌榆社区、新城社区、张五楼社区、凤城社区、徐堤口村、黄堤口村、史黑楼村、李大庄村、大堤口村、刘李三村、果园村、张寨村、刘楼村和谢集村。